# Massakern i Jedwabne
Massakern i Jedwabne (även känd som pogromen i Jedwabne) var ett massmord på judarna i den polska byn Jedwabne under andra världskriget, i juli 1941. Länge ansågs det att pogromen hade utförts av tyska Einsatzgruppen, men det är numera belagt att de ansvariga för massakern i huvudsak utgjordes av ett 40-tal polacker som bodde i intilliggande områden. Mellan 340 och 400 judar mördades (562 judar bodde i Jedwabne före kriget).

## Historisk bakgrund till massakern
Vid Nazitysklands och Sovjetunionens gemensamma anfall på Polen i september 1939 inom ramen för Molotov-Ribbentroppakten uppträdde i östra Polen ett stort antal väpnade kampgrupper ur de etniska minoritetsgrupperna bakom den polska fronten, till stöd för de invaderande sovjeterna. Dessa grupper bestod av kommunister av judisk men även vitrysk och ukrainsk etnicitet. Särskilt de judiska elementen bland kommunisterna var synliga och fick en framträdande roll vid Sovjets ockupation och administration av östra Polen. Av sovjeterna sågs de som mest pålitliga, då de till skillnad från vitryssar och ukrainare inte strävade efter en självständig stat. Kommunistiska judar tilläts i vissa delar av östra Polen helt ta över rättsväsende, polisiär verksamhet, etc. Dessa kommunistiska judar var 1939–41 till viss del behjälpliga vid utpekandet och deporterandet av polska medborgare som stämplats som "Sovjetunionens fiender" (polacker, judar, ukrainare, vitryssar) till läger i Sibirien. 
Efter Tysklands anfall på Sovjetunionen i juni 1941 (se Operation Barbarossa) intog de tyska trupperna snabbt de polska områden som hade tillfallit Sovjet 1939. Tysk propaganda använde sig av det faktum att delar av den judiska befolkningen i området hade ställt sig på sovjetisk sida och medverkat till att begå olika sorters brott i Polen efter landets delning. Tyska SS organiserade så kallade Einsatzgruppen för att mörda judarna i dessa områden och sökte genom propaganda stöd hos lokalbefolkningen för sin antisemitiska verksamhet i regionen. Enligt dokument presenterade vid Nürnbergprocessen var syftet att reducera den judiska och den slaviska befolkningen i området med totalt 30 miljoner människor
Tidigt på morgonen den 10 juli 1941 omringade ett 40-tal polacker från Jedwabne-trakten (samt enligt vissa uppgifter åtta[källa behövs] tyska poliser) judarna i området och även de som sökte skydd i intilliggande städer och byar, däribland Wizna och Kolno. Dessa judar togs till torget i Jedwabnes centrum där de misshandlades. En grupp på 40–50 judar blev tvingade att demolera och bära en staty av Lenin på stadens gator, sjungande sovjetiska sånger. Judarna i Jedwabne dödades till en början en och en med käppar, stenar eller genom tortyr, några blev halshuggna och deras lik skändades[källa behövs].
Slutligen tvingades den lokale rabbinen att leda en procession till en lada, där alla brändes ihjäl och senare också begravdes i en massgrav ihop med resterna av Lenins monument.

## Utredningarna 1949 och 1950
1949 och 1950 blev ett antal människor från trakten anklagade och ställda inför rätta. Brottet rubricerades som "kollaboration med tyskarna". En polack dömdes till döden men sattes istället i fängelse, nio fick fängelsestraff och 12 friades. Efter kommunismens fall i Polen 1989 har ingen ifrågasatt lagligheten hos dessa rättegångar på 1940- och 50-talen.

## Sanningen avslöjas
Man trodde allmänt fram till 1997-2000 att Jedwabnemassakern var ett brott som hade begåtts av en tysk Einsatzgruppe. Då gjorde Agnieszka Arnold två dokumentärer om händelsen som hette Where is my older brother, Cain? och Neighbours vilka starkt reviderade den rådande uppfattningen.
Dessa dokumentärfilmer följdes upp år 2001 av en detaljerad studie, utförd av den polsk-judisk-amerikanske historikern Jan T. Gross, som beskrev massakern som en pogrom. Gross drog slutsatsen, tvärtemot den gängse officiella uppfattningen, att judarna i Jedwabne hade fösts ihop och mördats av folkhopar som bestod av deras egna polska grannar, utan överinseende eller assistans från någon Einsatzgruppe eller någon annan tysk styrka. Han refererar dock felaktigt till antalet offer som 1 600, vilket grundlöst presenterats på ett lokalt monument. Högteknologiska kriminaltekniska undersökningar som utförts av Polish Institute of National Remembrance (IPN), som presenterades i en rapport 2002, fastställde antalet offer till från 340 upp till 400 av de 572  judar som bodde i byn. 
Ett motiv som nämns i fallet Jedwabne och Wąsosz är att massakern skedde efter uttåget av den sovjetiska Röda armén som tidigare ockuperat och administrativt styrt området med hjälp av lokala kommunistiska judar, vilka agerat som femtekolonnare vid anfallet på Polen 1939. Dessa judar anklagades för att ha förrått Polen 1939 och välkomnat Röda armén och samarbetat med NKVD vid deporteringen och fängslandet av både judiska och icke-judiska polska medborgare samt övriga etniska grupper i regionen som utpekades som "Sovjetunionens fiender". Hämnden mot en mindre grupp ur den polska judenheten – de kommunistiska judarna – skall alltså spelat en roll i avskyvärdheterna begångna mot judarna som folkgrupp. Trots att det rörde sig om två[källa behövs] byar av 10 000–20 000 liknande byar och småstäder, där pogromer inte skedde, används händelserna som stereotypa belägg för allmän polsk antisemitism.
Enligt uppgifter förde de tyska Einsatzgruppen en medveten politik för att smutskasta judar och få befolkningen att agera aggressivt gentemot dem. Befolkningen i trakten av Łomża i nordöstra Polen var redan tidigare utsatt för hård propaganda av en grupp av polska nationalister från en liten politisk fraktion vid namnet "Demokracja Narodowa" som kan översättas till "Nationell Demokrati". Enligt Gross utfördes pogromen av en grupp polacker utan inblandning av tyskar. Professor Tomasz Strzembosz är dock av den meningen att det rörde sig om en tysk provokation, något som den tyske journalisten Thomas Urban skrev om i en artikel publicerad i Tygodnik Powszechny där han starkt kritiserar Gross och menar att denne vinklar sanningen för att nå popularitet. Istället framhåller Urban, att skulden för detta massmord inte kan läggas enbart på polacker utan är en fråga om gemensam tysk-polsk skuld.
Den av IPN genomförda utredningen i frågan konstaterar att pogromen var genomförd under press från tysk sida och att den tyska propagandan inspirerade ett tiotal personer till massakern. Utredningen konstaterar dock tydligt att skulden för massakern i huvudsak skall läggas på de polacker som medverkade. Enligt flera vittnen begränsades tyskarnas roll i själva akten till att fotografera den.  IPN framhåller, att tyskarnas övergripande skuld aldrig kan ursäkta att själva handlingen begicks av polacker. Utredningen konstaterar vidare att det finns brister i ett flertal publikationer som saknar belägg för olika påståenden. I synnerhet tar utredningen avstånd från en biografi av Szmul Wasersztejn, en biografi som Gross flertal gånger åberopar. Denna version skiljer sig väsentligt från den konsensus man fått fram genom att förhöra 111 levande vittnen till pogromen.

## Ett delat Polen
Polens president Kwasniewski bad judarna om ursäkt för massakern men många polacker såg på denna ursäkt med irritation och upprördhet. Huvudargumenten är följande:
Polacker kämpade för att rädda tiotusentals judar från förintelse i Warszawa, något som straffades med döden, inte bara för den som hjälpte judarna utan man avrättade dennes hela familj i det fall det fanns en sådan. Dessa regler och förordningar införde tyskarna specifikt i Polen. För att tvinga fram angivelser om att någon gömde en jude, förordnade tyskarna att hela fastigheten där en eventuell jude gömdes hölls ansvarig och därför avrättades alla i en sådan fastighet. Trots detta deltog mellan 150 000 och 300 000 polacker i Warszawa för att rädda judar undan förintelse. Av denna anledning mottogs Kwasniewskis ursäkt, som avsåg nationell och kollektiv skuld, med bestörtning.

## Teater
Massakern i Jedwabne är utgångspunkten för den polske författaren Tadeusz Słobodzianeks omtalade pjäs Vår klass från 2008. Pjäsen bygger till viss del på material från Jan Tomasz Gross bok Neighbors: The Destruction of the Jewish Community in Jedwabne, Poland.